# Amtsgericht Sternberg

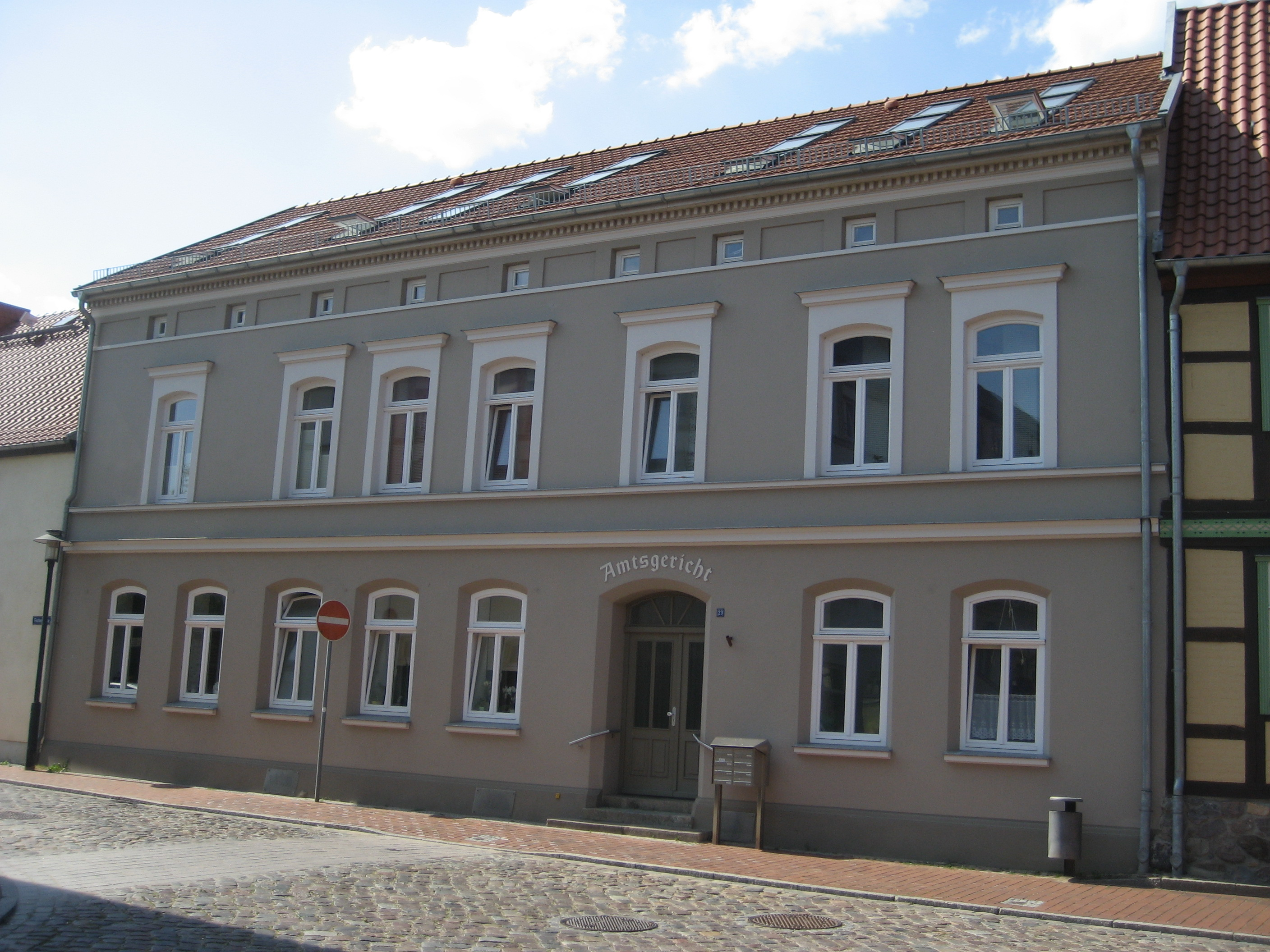
Gebäude des ehemaligen Amtsgerichts Sternberg (2015)

Das Amtsgericht Sternberg war ein Gericht der ordentlichen Gerichtsbarkeit des Landes Mecklenburg-Vorpommern im Bezirk des Landgerichts Schwerin und vorher in Mecklenburg-Schwerin.

## Gerichtssitz und -bezirk
Das Gericht hatte seinen Sitz in der Stadt Sternberg. Der Gerichtsbezirk umfasste das Gebiet des damaligen Landkreises Sternberg. Dem Amtsgericht Sternberg war das Landgericht Schwerin übergeordnet. Zuständiges Oberlandesgericht war das Oberlandesgericht Rostock.

## Geschichte

### Mecklenburg-Schwerin
Im Rahmen der Reichsjustizgesetze wurden die bestehenden Gerichte des Großherzogtums Mecklenburg-Schwerin aufgelöst und Amts-, Landes- und Oberlandesgerichte gebildet. Das Amtsgericht Sternberg war dem Landgericht Güstrow und dem Oberlandesgericht Rostock nachgeordnet. Am Gericht bestand 1880 eine Richterstelle. Das Amtsgericht war damit ein kleines Amtsgericht im Landgerichtsbezirk.
Sein Gerichtsbezirk umfasste die Stadt Sternberg und Teile des Dominialamtes Crivitz (Kukuk und Hohen Pritz), des Dominialamtes Warin (Dabel, Gägelow, Holzendorf, Kobrow, Loiz, Pastin, Klein Raden, Rosenow, Witzin und Neu Krug), des ritterschaftlichen Amtes Crivitz (Dessin, Klein Pritz und Wamckow), des ritterschaftlichen Amtes Mecklenburg (Eickelberg und Eickhof), des ritterschaftlichen Amtes Schwerin (Grünenhagen und Lübzin) und des ritterschaftlichen Amtes Sternberg (Bolz, Borkow, Buchenhof, Groß Görnow, Klein Görnow, Mustin, Groß Raden, Rothen, Ruchow, Stieten und Zülow).

### DDR
In der DDR wurden die Amtsgerichte 1952 aufgelöst und einheitlich Kreisgerichte gebildet. In Sternberg entstand so das Kreisgericht Sternberg, welches dem Bezirksgericht Schwerin nachgeordnet war. Gerichtssprengel war der Kreis Sternberg.

### Nach dem Jahr 1989
Nach dem Zusammenbruch der DDR wurden die Kreisgerichte wieder aufgehoben und erneut Amtsgerichte, darunter das Amtsgericht Sternberg, gebildet. Am 31. Dezember 1997 wurde das Gericht aufgehoben und in eine Zweigstelle des Amtsgerichts Parchim umgewandelt. Die Zweigstelle wurde am 13. Oktober 2001 geschlossen.

## Gebäude
Das Gericht befand sich in einem denkmalgeschützten Gebäude in der Luckower Straße 23.